# Piste de Tatalina
L’aéroport de Tatalina est une piste d’atterrissage militaire située à 13 kilomètres au sud de Takotna, dans la région de recensement Yukon-Koyukuk de l’État américain de l’Alaska. La piste d'atterrissage est également située à 20 kilomètres au sud-ouest de McGrath, en Alaska. Il n'est pas ouvert pour un usage public.

## Présentation
L'aéroport est une piste d'atterrissage militaire de la United States Air Force. Sa mission est de fournir un accès au Tatalina Long Range Radar Site (en) à des fins de maintenance et autres.
La piste d'atterrissage a été construite dans le cadre de la construction de la Tatalina Air Force Station. Au cours de son utilisation opérationnelle en tant que station radar habitée, la station assurait le transport du personnel de la station ainsi que le transport des fournitures et du matériel à destination de la station. Avec la fermeture de la station radar habitée en 1983, la piste d’atterrissage donne maintenant accès au site laissé sans surveillance au personnel de maintenance.
Il n’est composé d’aucun personnel d’appui et n’est pas ouvert au public. En hiver, il peut être inaccessible en raison des conditions météorologiques extrêmes du lieu.

## Installations et avions
L’aéroport de Tatalina LRRS a une piste 16/34 avec une surface en granulat de 1 158 x 46 m. Pour la période de 12 mois se terminant le 17 juillet 1978, l'aéroport comptait 1 650 opérations aériennes, soit une moyenne de 137 opérations par mois: 91% en taxi aérien et 9% en aviation générale.